# Megachyta
Megachyta — рід совкових з підродини совок-п'ядунів, який зустрічається в Північній Америці.

## Систематика
У складі роду:
- Megachyta lituralis Hübner, 1818